# Тръпко Здравковски
Тръпко Здравковски (на македонска литературна норма: Трпко Здравковски) е офицер, генерал-майор от Северна Македония.

## Биография
Роден е на 1 август 1938 г. в Скопие. През 1954 г. завършва основно образование, а след това през 1958 г. и гимназия. През 1961 г. завършва Военна академия, ПВО профил. От 1961 до 1965 г. е командир на взвод. Между 1965 и 1969 г. е командир на батарея. През 1971 г. завършва Команднощабна академия. В периода 1971 – 1973 г. е командир на дивизион. Между 1973 и 1980 г. е началник-щаб на ПВО полк. От 1980 до 1982 г. е командир на ПВО полк. През 1982 г. завършва Школа за народна отбрана. В периода 1982 – 1987 г. е командир на ракетен полк за ПВО. От 1987 до 1989 г. е командир на противовъздушната отбрана на трета армия. Между 1989 и 1991 г. е началник на инспекцията за бойна готовност на трета военна област. От 1991 – 1992 г. е командир на Школския център за ПВО. В периода 1992 – 1994 г. е помощник-командир на териториална армия. Излиза в запаса през май 1994 г.

## Военни звания
- Подпоручик (1961)
- Поручик (1964)
- Капитан (1967)
- Капитан 1 клас (1971)
- Майор (1975)
- Подполковник (1979)
- Полковник (1983)
- Генерал-майор (1994)

## Награди
- Орден за военни заслуги със сребърни мечове, 1966 година;
- Орден на Народната армия със сребърна звезда, 1975 година;
- Орден за военни заслуги със златни мечове, 1979 година;
- Орден на Народната армия със златна звезда, 1982 година;
- Орден за заслуги пред народа със сребърна звезда, 1985 година;
- Орден на братството и единството със сребърен венец, 1985 година;
- Орден за храброст, 1992 година
- Златен плакет на Военното въздухоплаване и ПВО, 1986 година.

## Трудове
- „Мобилизација при превласт на противникот во воздух“ (1971), дипломна работа за КЩА
- „Противдесантна борба“ (1982), дипломнаа работа за ШНО.